# رومان بيزوس
رومان بيزوس (بالأوكرانية: Безус Роман Анатолійович)‏ (26 سبتمبر 1990 كريمنشوك أوكرانيا - ) هو لاعب كرة قدم أوكراني، يلعب كلاعب وسط.

## وصلات خارجية
رومان بيزوس على موقع الاتحاد الأوربي (الإنجليزية)
- رومان بيزوس على موقع اتحاد أوكرانيا (الإنجليزية)
- رومان بيزوس على موقع قاعدة بيانات كرة القدم.إي يو (الإنجليزية)
- رومان بيزوس على موقع ناشيونال فوتبول تيمز (الإنجليزية)
- رومان بيزوس على موقع Soccerway.com (الإنجليزية)
- رومان بيزوس على موقع عالم كرة القدم.نت (الإنجليزية)
- رومان بيزوس على موقع AS.com (الإسبانية)